# Eliza Beach
Der Eliza Beach ist ein Strand der Laurens-Halbinsel im Nordwesten der Insel Heard im südlichen Indischen Ozean. Er liegt am Ufer der Sydney Cove.
Namensgeber für den Strand ist der US-amerikanische Robbenfänger Eliza aus New Bedford, Massachusetts, der zwischen 1855 und 1882 in den Gewässern um Heard operierte.